# Carnaval Eletrônico
Carnaval Eletrônico é o sétimo álbum de estúdio da artista musical brasileira Daniela Mercury, lançado em 15 de fevereiro de 2004 pelas gravadoras BMG e Ariola Records. Como o próprio título já sugere, o álbum é um registro das experimentações que a cantora fez com a música eletrônica. A canção "Maimbê Dandá" fez enorme sucesso pelo país, enquanto o álbum vendeu cerca de 190 mil cópias no Brasil. Além disso, o disco foi responsável pela primeira indicação da musicista ao Grammy Latino, onde concorreu ao prêmio de Melhor Álbum Pop Contemporâneo em Língua Portuguesa.

## Antecedentes
"Convidei alguns dos Djs e produtores de música eletrônica mais importantes do Brasil, além de Gilberto Gil, Carlinhos Brown e Lenine, para comemorarmos juntos os cinco anos de surgimento do Trio Techno, o primeiro trio elétrico de música eletrônica que desfila no carnaval da Bahia. Como no trio eletrônico, estamos fundindo Drum'n'Bass, House, Techno, Lounge, Dub com ritmos brasileiros e com nossas vozes e criando faixas originais".

Mercury sobre Carnaval Eletrônico no encarte do álbum.
Em 2000, Mercury saiu com um trio elétrico que promoveu axé e música eletrônica no Carnaval da Bahia. Apesar de ter arrancado com boa recepção dos foliões, a cantora foi vaiada por duas vezes. A primeira vaia aconteceu já depois da metade do trajeto. A cantora retrucou: "A gente está inventando. Vai atrás quem quer, o Carnaval é democrático". O público respondeu com sinais para que o trio passasse mais rápido. A segunda vaia aconteceu na grande concentração popular do final do percurso. Recebendo olhares de incompreensão e corpos parados, a cantora respondeu: "Faço Carnaval há 20 anos, posso inventar alguma coisa? A rua é de todo mundo. Se vocês podem sair vestidos de mulher, por que não posso sair com tecno?", perguntou. Alguns foliões na multidão se viraram de costas. Mercury falou sobre a experiência: "Já passei por algumas situações bem esquisitas no Carnaval, quando era iniciante, mas como esta nunca. Pensei que fosse ser mais simples. Adoro tecno, se não adorasse não entraria nessa barca louca. Achei divertidas as reações, sabia que iam acontecer. Reagi às vaias porque você não pode deixar de enfrentar, no bom sentido". Passados quatro anos do trio eletrônico, Mercury lançou Carnaval Eletrônico, um resultado de experimentações com vários DJs de música eletrônica do Brasil.

## Análise da crítica
| Críticas profissionais | Críticas profissionais |
| Avaliações da crítica  | Avaliações da crítica  |
| Fonte                  | Avaliação              |
| ---------------------- | ---------------------- |
| AllMusic               | [ 4 ]                  |
| Carnasite              | [ 5 ]                  |
| Folha de S. Paulo      | [ 6 ]                  |
| Istoé                  | positiva               |
| Istoé Gente            | [ 8 ]                  |
| Jornal do Brasil       | mista                  |

Ivan Claudio da revista Istoé deu uma crítica positiva, dizendo que "acompanhada de alguns dos melhores DJs do País, a cantora baiana segue com sua mistura de ritmos brasileiros e música eletrônica, receita que não enguiçou em cinco anos de sucesso do seu Trio Techno no circuito carnavalesco de Salvador", completando que os momentos mais inspirados acontecem em "Quero Ver o Mundo Sambar" e "Que Baque é Esse?". O jornalista Mauro Ferreira, escrevendo para Istoé Gente, também deu uma crítica positiva, afirmando que o resultado do disco era "revigorante para Daniela e para a desgastada axé music. A união do baticum baiano com os grooves dos DJs renova um gênero agonizante". No entanto, o jornalista disse que o único ponto negativo em Carnaval Eletrônico eram as músicas assinadas por Mercury, que sempre soava sem inspiração como compositora para ele. Ferreira terminou sua revisão comentando que "a folia eletrônica da cantora é coerente com o sotaque globalizado de seu CD anterior, Eletrodoméstico MTV ao Vivo. Daniela Mercury quer, e já consegue, soar universal".
Tárik de Souza do Jornal do Brasil deu uma crítica mista, comentando que "a volúpia das fusões nem sempre engrena", com a "fuzilaria eletrônica" deixando a cantora com "papel de coadjuvante"; no entanto, frisou que "entre os altos e baixos deste elevador Lacerda desplugado, sobressai a audácia da cantora ao arriscar a travessia que atinge o ponto ótimo" em faixas como "Por Trás da Fantasia". Dando duas estrelas ao álbum, Pedro Alexandre Sanches da Folha de S. Paulo disse que "fosse feito por volta de 96 ou 97, "Carnaval Eletrônico" poderia ter redefinido rumos drásticos no pop de massa do Brasil. Mas Daniela era então refém da indústria, e teve de se conformar ao óbvio". Afirmando que com o álbum a cantora se sentia exilada musicalmente, terminou dizendo: "No todo, o caldeirão de Daniela continua soando desconjuntado. Retrata um Brasil que já podia ter deixado de ser, mas ainda é: exilado, discriminado, autopiedoso". O website Wilson & Alroy's Record Reviews também deu uma crítica negativa, dizendo, "Se você é uma dessas pessoas que usam "insistente" e "irritante" como atributos positivos, esta viagem em eletrônica pode ser o álbum para você. Para o resto de nós, é um teste de resistência doloroso: uma procissão de faixas longas, com baixo sintetizante de 4/4 e refrões de vocais repetitivos". A crítica acabou dizendo que em algumas canções "Mercury nem sequer se preocupa em cantar, apenas falando as linhas" e que todos os produtores soam praticamente o mesmo.
Carnaval Eletrônico foi ainda indicado ao Grammy Latino na categoria de Melhor Álbum de Pop Contemporâneo Brasileiro em 2004, mas perdeu para Carlinhos Brown com o álbum Carlinhos Brown é Carlito Marrón.

## Promoção
Para promover o lançamento do disco, Mercury apresentou-se com sua Turnê Eletrodoméstico no Festival de Verão Salvador em 1° de fevereiro de 2004, cantando todas as músicas do álbum, com a participação de quatro DJs que participaram da produção do álbum, Ramilson Maia, Zé Pedro, Memê e Xerxes. A Turnê Carnaval Eletrônico começou em 5 de junho de 2004 no Rock in Rio Lisboa, percorrendo vários países da Europa e América. Mercury ainda divulgou o disco em vários programas de televisão, incluindo Bem, Amigos!, Domingão do Faustão, além de divulgar na televisão portuguesa, nos programas A Vida é Bela, Olá Portugal e Às Duas Por Três.

## Faixas
| CD             |                                      |                                 |                   |         |  |
| N.º            | Título                               | Compositor(es)                  | Produtor(es)      | Duração |  |
| 1.             | "Maimbê Dandá" (com Carlinhos Brown) | Carlinhos Brown, Mateus Aleluia | Carlinhos Brown   | 5:25    |  |
| 2.             | "Quero Ver o Mundo Sambar"           | Daniela Mercury                 | Renato Lopes      | 6:33    |  |
| 3.             | "Vou Batê Pá Tu"                     | Orlandivo, Arnaud Rodrigues     | Zé Pedro          | 4:19    |  |
| 4.             | "Que Baque é Esse?" (com Lenine)     | Lenine                          | Marcelinho da Lua | 4:29    |  |
| 5.             | "A Tonga da Mironga do Kabuletê"     | Vinícius de Moraes, Toquinho    | Ramilson Maia     | 4:35    |  |
| 6.             | "O Canto da Rainha"                  | Daniela Mercury, DJ Memê        | DJ Memê           | 7:25    |  |
| 7.             | "Amor de Carnaval"                   | Gilberto Gil                    | Bid               | 3:42    |  |
| 8.             | "Por Trás da Fantasia"               | Marcelo Quintanilha             | Zé Pedro          | 3:31    |  |
| 9.             | "Preto e Branco"                     | Dudu Fagundes, Santos Diniz     | XRS               | 5:35    |  |
| 10.            | "Charles Ylê"                        | Carlinhos Brown                 | Carlinhos Brown   | 4:39    |  |
| 11.            | "Ago Lonan"                          | Daniela Mercury                 | Anderson Noise    | 4:51    |  |
| 12.            | "Quero Voltar Pra Bahia"             | Paulo Diniz, Odibar             | Hugh              | 3:16    |  |
| Duração total: | Duração total:                       | Duração total:                  | Duração total:    | 58:23   |  |

## Desempenho nas paradas musicais
| Tabela musical (2005) | Melhor posição |
| --------------------- | -------------- |
| Espanha (PROMUSICAE)  | 79             |

## Histórico de lançamento
| País           | Data                    | Formato             | Gravadora |
| -------------- | ----------------------- | ------------------- | --------- |
| Brasil         | 15 de fevereiro de 2004 | CD download digital | BMG       |
| Estados Unidos | 1 de novembro de 2004   | CD download digital | BMG       |
| França         | 8 de agosto de 2007     | Slidepac            | BMG       |